# Une enfance volée : L'Affaire Finaly
Pour plus de détails, voir Fiche technique et Distribution.
Une enfance volée : L'Affaire Finaly est un téléfilm français de Fabrice Genestal, diffusé pour la première fois le 25 novembre 2008 sur France 2.

## Synopsis
En 1944, deux enfants en bas âge, Gérald et Robert, sont cachés dans une crèche de Grenoble alors que leurs parents juifs sont déportés. À l'issue de la Seconde Guerre mondiale, la tante des deux petits tente de retrouver la trace de ses neveux. Elle fait appel à Moïse Keller, un vieil ami vivant à Grenoble. Celui-ci trouve rapidement la trace de Gérald et Robert mais il se heurte à l'hostilité d'Antoinette Brun, la tutrice officielle des garçons. En effet, celle-ci refuse catégoriquement de les confier à leur tante. Usant de tous les stratagèmes à sa disposition, Antoinette Brun obtient même l'appui des notables locaux. Lorsqu'elle fait baptiser Gérald et Robert, le scandale éclate. L'affaire finit devant les tribunaux mais prend plusieurs années avant de se résoudre.

## Fiche technique
- Réalisateur : Fabrice Genestal
- Scénario : Philippe Bernard d'après l'affaire Finaly
- Production : Christophe Louis
- Musique : Régis Campo
- Photo : Claude Garnier
- Montage : Catherine Schwartz
- Création des décors : Bruno Margery
- Création des costumes : Fabio Perrone
- Pays :  France
- Genre : Historique
- Durée : 90 minutes

## Distribution
- Charlotte de Turckheim : Antoinette Brun
- Pierre Cassignard : Moïse Keller
- Jean-Marie Winling : Monseigneur Gerlier
- Titouan Gorzegno : Robert Finaly
- Élisabeth Macocco : Mère Blandine
- Valentin Pradelle : Gérald Finaly
- Alain Blazquez : Charles Kaufman
- Gilles Chabrier : Monseigneur Maury
- Jean-Robert Lombard : le prêtre
- Philippe Saïd : L'Abbé Silhouette
- Delphine Chuillot : Germaine Ribière
- Marie Bouvier : Augusta Keller

## Autour du téléfilm
Une rediffusion a lieu le 9 décembre 2011, le 31 août 2013 sur France 2, ainsi que le 31 juillet 2012 et le 16 mai 2015 sur TV5Monde.